# Arsacius von Tarsus
Arsacius von Tarsus war von 404 bis 405 als Erzbischof von Konstantinopel der Nachfolger von Johannes I. Chrysostomos (398–404), der aufgrund seiner berühmten, praxisorientierten und vor dem Anprangern von Missständen nicht zurückschreckenden Predigten ins Exil geschickt worden war. Arsacius war der Bruder des Nectarius, der 381 bis 397 als Amtsvorgänger von Johannes Chrysostomos Erzbischof von Konstantinopel war.
Er stammte aus Tarsus in Kilikien. Unmittelbar nach der zweiten Verbannung von Johannes Chrysostomos wurde Arsacius zum Erzbischof erwählt. Von den treuen Parteigängern seines Vorgängers wurde er jedoch nicht als rechtmäßiger Bischof akzeptiert.